# 御膳水宮

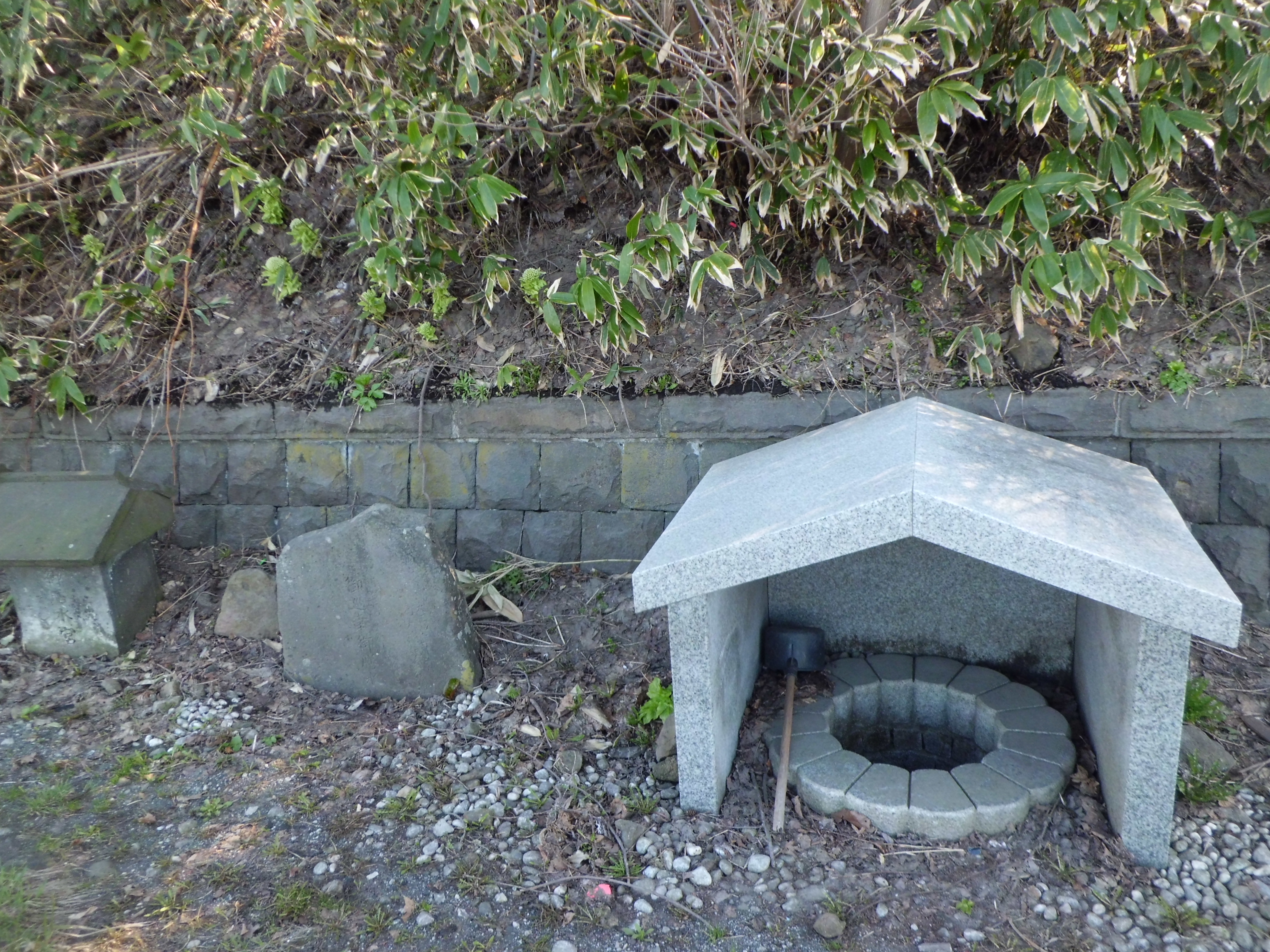
御膳水宮

御膳水宮（ごぜんすいぐう）は、小樽市見晴町にある史跡。国道5号と北海道道1126号銭函停車場線の交点（道道の終点）からやや東の地点、国道の南脇の崖沿いに位置する。
1881年（明治14年）、明治天皇が北海道巡幸中に休憩を取った際、当地の沢の水を飲料用に供出したことを記念し、碑が建てられた。向かって左には家型の御膳水宮碑、中央には御巡幸御膳水碑がある。右側の井戸を模した記念物は、碑に比べるとやや新しい造りである。
また、周辺の地名の由来にもなっており、国道5号・道道1126号交点の東隣の交差点に建つ信号機の案内板には「御膳水」と表記されている。
自動車の往来が激しい国道の脇に、神社や公園に囲まれるでもなく碑だけがポツンと立っているため、訪れる者どころかその存在に気づく者すら少ない。

## 長谷部虎杖子句碑

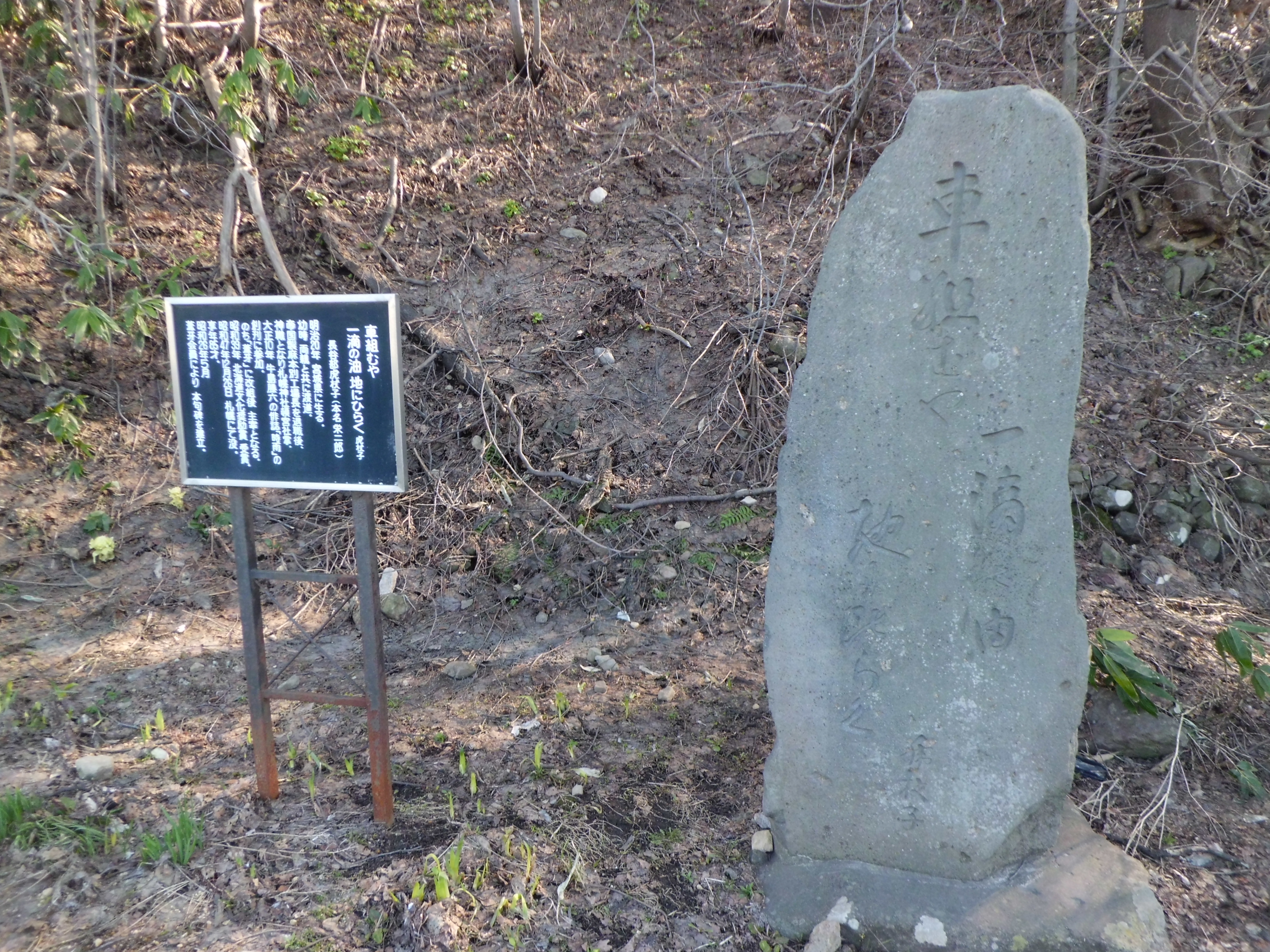
長谷部虎杖子句碑

1951年（昭和26年）5月、御膳水宮のすぐ右隣に、長谷部虎杖子の俳句を刻んだ石碑が建てられた。
御膳水宮同様、この句碑に目を留める人はほとんどいない。